# Henriette Renié
Henriette Renié (París, 18 de septiembre de 1875-París, 1 de marzo de 1956) fue una arpista y compositora francesa conocida por sus numerosas composiciones y transcripciones originales, así como por codificar un método para arpa que todavía está en uso. Fue un prodigio musical que se destacó en la interpretación del arpa desde muy joven, avanzó rápidamente en su formación y recibió varios premios prestigiosos en su juventud. Fue una instructora excepcional y contribuyó al éxito de muchos estudiantes. Ganó prominencia como mujer en una época en la que la fama era socialmente inaceptable para las mujeres. Su devoción por su religión, su familia, sus estudiantes y su música ha seguido influyendo e inspirando a los músicos durante décadas.

## Trayectoria profesional
Antes de cumplir los cinco años, tocaba el piano con su abuela. Se animó a aprender a tocar el arpa después de escuchar a su padre en un concierto en Niza en el que actuaba Alphonse Hasselmans, un destacado arpista. La música la inspiró y decidió que quería tocar el arpa bajo la dirección de Hasselmans. Comenzó a tocar a los ocho años, pero era demasiado baja para alcanzar los pedales del arpa, por lo que su padre inventó unos pedales alargados para ayudarla.
En 1885, se convirtió en alumna regular del Conservatorio de París. A los diez años ganó el segundo premio en interpretación de arpa. El público votó unánimemente para otorgarle el primer premio, pero el director del Conservatorio, Ambroise Thomas, sugirió que no lo recibiera, porque eso la consideraría una profesional y ya no podría recibir clases en el Conservatorio. A los once años ganó el Premier Prix. Su actuación en el concurso se considera en gran medida como una de las mejores actuaciones en la historia del Conservatorio. Desde muy joven comenzó a actuar para muchas personalidades como la reina María Enriqueta de Austria, la princesa Matilde Bonaparte y el emperador de Brasil. A los doce años y luego de su éxito en el Conservatorio, estudiantes de todo París comenzaron a buscarla para que les diera clases, muchos de ellos con más del doble de su edad.
Después de su graduación a los trece años, se hizo una excepción para que tomara clases de armonía en el Conservatorio, que normalmente no permitía a los estudiantes menores de catorce años en armonía y composición. En 1891 ganó el Prix de Harmonie y en 1896 ganó el Prix de Contrepoint Fugue et Composition. Sus profesores Théodore Dubois y Jules Massenet la animaron a componer, pero se mostró reacia a llamar la atención; escondió a Andante Religioso durante seis semanas antes de mostrárselo. A los quince años, dio su primer recital solista en París.
En 1901, terminó el Concierto en Do menor que había comenzado a componer mientras estaba en el Conservatorio. Aconsejada por Dubois, se lo mostró a Camille Chevillard, quien lo programó para varios conciertos. Durante estos conciertos hizo un gran avance en el mundo de las mujeres en la música, ya que recibió los primeros aplausos dirigidos a una mujer tanto por su interpretación como por su composición. Estos conciertos la consagraron, no solo como un virtuosa, sino como una compositora, y ayudaron a establecer el arpa como un instrumento solista, inspirando a otros compositores como Gabriel Pierné, Claude Debussy y Maurice Ravel a escribir para arpa.
En 1903 compuso un importante solo de arpa llamado Légende, inspirado en el poema Les Elfes de Leconte de Lisle. El mismo año, presentó a Marcel Grandjany, de once años, al Conservatorio, pero Hasselmans le negó la admisión; al año siguiente, Grandjany fue aceptado como alumno pero no se le permitió concursar. Esto se debió a la creciente animosidad que Hasselmans tenía por Renié cuando se dio cuenta de que su joven alumna se estaba volviendo más importante que él. A los trece años, la primera vez que se le permitió participar en el concurso, Grandjany ganó el Premier Prix. Después de su victoria, disfrutó de una carrera larga y exitosa al introducir el método Renié en los Estados Unidos en la Escuela Juilliard.
En 1912, Hasselmans y Renié se reconciliaron; él anunció que estaba físicamente incapacitado para dar clases en el Conservatorio y quiso que ella ocupara su puesto, aunque no había ninguna profesora que impartiera clases instrumentales avanzadas. Sin embargo, el Conservatorio, como institución gubernamental, requería la aprobación del Ministerio de Educación para sus nombramientos. Durante la Tercera República Francesa, hubo un movimiento para separar la Iglesia y el Estado, y Renié apoyó abiertamente a la Iglesia Católica. Por lo tanto, no fue contratada y Marcel Tournier obtuvo el puesto: En cambio, inició un concurso internacional en 1914, el «Concours Renié». Éste incluyó una importante suma de dinero junto con el premio, y contó con notables músicos en el jurado a lo largo de los años, como Ravel, Grandjany y Pierné.
Durante la Primera Guerra Mundial, sobrevivió dando clases y dio conciertos benéficos casi todas las noches, acudiendo a un fondo llamado «Petite Caisse des Artists» que daba de manera inmediata y de forma anónima a los artistas necesitados, incluso cuando se libraba una batalla a 90 kilómetros de París y Gran Bertha bombardeó la ciudad. Después de la guerra, Arturo Toscanini le ofreció un contrato, que ella rechazó porque la salud de su madre se estaba deteriorando. En 1922, fue recomendada para recibir la Legión de Honor, pero fue rechazada por sus creencias religiosas.
Renié comenzó a grabar en 1926 para Columbia y Odéon. Sus grabaciones se agotaron en tres meses y Danses des Lutins ganó un Prix du Disque, pero las sesiones de grabación la agotaron, por lo que se negó a firmar nuevos contratos a pesar de su éxito. En 1937, comenzó a quejarse en su diario de la fatiga y el sobreesfuerzo; la enfermedad la obligó a posponer y cancelar los conciertos, que se habían convertido en algo doloroso y agotador:
Durante la Segunda Guerra Mundial, a pedido de su editor Alphonse Leduc, escribió el Método del Arpa, que se convirtió en su objetivo principal durante la guerra. En dos volúmenes, es un tratamiento minucioso de la técnica y la música del arpa. Fue adoptado por arpistas tan importantes como Grandjany, Mildred Dilling y Susann McDonald. Después del armisticio, los estudiantes, predominantemente estadounidenses, acudieron en masa a Renié y difundieron sus enseñanzas en los conservatorios de todo el mundo.
La ciática severa y la neuritis, así como los episodios de bronquitis, neumonía e infecciones digestivas en invierno, casi la incapacitaron, pero continuó dando clases y conciertos a pesar del intenso nivel de sedantes que estaba tomando. Cuando Tournier se jubiló del Conservatorio después de 35 años, se le ofreció el puesto a Renié, pero lo rechazó, diciendo (divertida) que era cuatro años mayor que Tournier. Le concedieron la Legión de Honor en 1954. Al año siguiente, dio un concierto, con la Légende, diciendo que era la última vez que la interpretaba, y murió unos meses después, en marzo de 1956 en París, Francia.

## Familia
El padre de Henriette, Jean-Émile Renié, era hijo de un arquitecto. Tenía talento en el campo, pero su pasión era la pintura, a la que se dedicó después del fallecimiento de su padre. Estudió con Théodore Rousseau, pero para sobrevivir, se convirtió en actor y cantante y luego se unió a la Ópera de París. La madre de Henriette, Gabrielle Mouchet, estaba emparentada con el conocido fabricante de muebles parisino Jacob Desmalter y era prima lejana de Jean-Émile. Su padre se opuso rotundamente a su matrimonio, pero el señor Mouchet finalmente cedió después de insistir en que Jean-Émile continuara con su carrera como pintor. La pareja tuvo cuatro hijos antes de que Henriette naciera en París, Francia. Los tres mayores fueron duros con ella, pero ella estaba profundamente apegada al cuarto, François, y se volvió apática e infeliz sin él. En una ocasión, Henriette se rompió la nariz mientras jugaba con sus hermanos, razón por lo que su nariz es asimétrica. Mantuvo una estrecha relación con sus padres y quiso a sus sobrinos y sobrinas, pero se distanció de ellos porque sus cuñadas estaban celosas. Cuando murió su padre, ella perdió veinte libras (nueve kilos) en poco tiempo y comenzó a mantener económicamente a su madre. También permaneció cerca de su hermano François, quien estaba aislado debido a su sordera y mala visión.

## Vida personal
Cuando era adolescente, la familia pasaba los veranos en Étretat, Normandía, y fue cuando tuvo la rara oportunidad de relacionarse con personas de su edad. Se sintió atraída mutuamente por uno de los amigos de su hermano, pero decidió que no podía sacrificar su arte y su carrera para vivir con él. También rechazó casarse con Henri Rabaud tres años después. Henriette también pagó la equitación de sus hermanos, porque no ganaban mucho dinero en el ejército.
Además de mantener a sus hermanos como oficiales, se pagó un arpa nueva. Aun así, a pesar de sus dificultades económicas, se negó a aceptar una comisión por las numerosas arpas que escogió para sus estudiantes en Erard y, a veces, daba clases gratis. De adolescente trabajó constantemente y solo tenía una amiga, la hija de Hasselmans, que también era su alumna. Más tarde, se hizo amiga de los Chevillard, especialmente de su esposa casi ciega, cantante y una inspiración espiritual para Renié.
Poco antes de la Primera Guerra Mundial, se hizo amiga de la familia de una de sus alumnas, Marie-Amélie Regnier. Después de ganar el Premier Prix y ser presentada a Théodore Dubois, Marie-Amélie juró que Renié sería la madrina de su primer hijo. Durante la guerra, Renié se hizo cargo del apoyo económico de la familia. Cuando terminó la guerra, Marie-Amélie se casó y le dio una ahijada, y debido a que el esposo de Marie-Amélie, Georges Pignal, era un ingeniero que frecuentemente se ausentaba por contratos en Marruecos, la niña pasó más tiempo con su abuela y madrina. que sus padres. En 1923, ayudó a Louise Regnier (la madre de Marie-Amélie) a comprar una parte de una casa. Se mudó con los Regnier, junto con su hermano François, poco después de la muerte de su madre. En 1934, Louise Regnier murió y dejó a la ahijada Françoise al cuidado de Renié. A veces, Renié viajaba en la parte trasera de la motocicleta de Françoise. A pesar de la antigua gratitud de Marie-Amélie y la generosidad de Renié hacia la familia, la exalumna era una compañera de piso hostil y trató de desalojar a los Renié, pero Françoise luchó contra su familia para salvar a Renié de la ruina financiera.
Era profundamente religiosa y cuando la Tercera República intentaba separar la Iglesia y el Estado, lució ostentosamente una cruz de oro para mostrar su apoyo. Por eso, el gobierno mantuvo un archivo sobre ella, como hizo con todos los ciudadanos que consideraban enemigos del régimen. En general se mostró firme con sus creencias; también arrancó carteles de propaganda alemana a pesar de los temores de sus amigos y alumnos.

## Legado
Fue crítica en la promoción del arpa de doble acción de Sebastian Érard e inspiró la creación del arpa cromática a través de una queja informal sobre los pedales a Gustave Lyon, quien trabajaba para un fabricante de instrumentos musicales, incluidas las arpas. Irónicamente, Renié hizo una demostración del arpa rival Erard en la Exposición Universa de Bruselas y fue la principal causa de su desaparición. Salvi, el sucesor de Erard, creó un arpa modelo «Renié», y el Instituto Francés creó un «Premio Henriette Renié de Composición Musical para Arpa». Su Méthode complète de harpe todavía es ampliamente utilizado por los aspirantes a arpistas. Publicó muchas obras con importantes editoriales francesas que han sido pilares del repertorio para arpistas de su linaje. Es posible que queden obras adicionales en el manuscrito, pero se han perdido. A partir de 2018, los archivos de Henriette Renié se pueden encontrar en los Archivos Internacionales de Arpa en las Colecciones Especiales de la Biblioteca Harold B. Lee de la Universidad Brigham Young. Estos incluyen cartas y correspondencia personal, programas de conciertos, diarios, documentos oficiales y diversos objetos personales.

## Obras
- Andante religioso, pour harpe et violon ou violoncelle (éd. Louis Rouhier)
- Contemplation (1898, éd. H. Lemoine 1902)
- Concerto en ut pour harpe (1900 éd. Louis Rouhier: Gay & Tenton, successeurs) Dedicatoria: «À mon cher maître Monsieur Alphonse Hasselmans, Professeur de Harpe au Conservatoire National de Musique»
- Légende after Les elfes by Leconte de Lisle (1901, éd. Louis Rouhier 1904)
- Pièce symphonique in three episodes, for harp (1907, éd. Louis Rouhier 1913)
- Ballade fantastique based on «Le cœur révélateur» by Edgar Poe, for harp solo, 1907
- Scherzo-fantaisie pour harpe (ou piano) et violon (éd. 1910)
- Six pièces pour harpe, 1910
- Danse des Lutins, for harp (1911, éd. Gay & Tenton 1912)
- 2e ballade (éd. Louis Rouhier 1912)
- Six pièces brèves, pour harpe (éd. Louis Rouhier 1919)
- Deux pièces symphoniques, pour harpe et orchestre (I. Élégie, II. Danse caprice) (éd. Louis Rouhier 1920)
- Trio pour harpe, violon et violoncelle

Arreglos
- Jacques Bosh, Passacaille: sérénade pour guitare (Lemoine & Fils 1885)
- Théodore Dubois, Ronde des archers (éd. Alphonse Leduc 1890)
- Chabrier, Habanera (Enoch & Cie. 1895)
- Auguste Durand, Première valse, Op. 83 (Durand 1908)
- Bach, Dix pièces (éd. Louis Rouhier 1914)
- Bach, Dix préludes: tirés du clavecin bien tempéré (éd. Louis Rouhier 1920)
- Debussy, En bateau, extrait de la Petite suite (Durand)
- Théodore Dubois, Sorrente (Alphonse Leduc)

## Discografía
Grabaciones
- Henriette Renié enregistrements inédits, 1927–1955: compositions & transcriptions (1927 and 1955, Association Internationale des Harpistes)
- Henriette Renié, Danse des lutins (78rpm Columbia D 6247 matrice L 382)
- Godefroy, Étude de concert (78rpm Columbia D 6247 matrice L 383)

Otros registros
- Trio pour harpe, violon et violoncelle – Œuvres pour harpe seule, Xavier de Maistre, harp; Ingolf Turban, violon; Wen-Sinn Yang, cello (1999, "Nouveaux interprètes" Harmonia Mundi HMN911692 / "Musique d'abord")
- Concertos pour harpe français – Xavier de Maistre, harp; Staatsorchester Rheinische Philharmonie, dir. Lü Shao-Chia (2002, Claves CD 50-2206)
- Concerto en ut mineur pour harpe et orchestre – Emmanuel Ceysson, Orchestre régional Avignon Provence, dir. Samuel Jean (September 2014, Naïve)
- Henriette Renié, musique de chambre, by the Trio Nuori (2018, Ligia Digital)

## Estudiantes notables
- Marcel Grandjany[2]
- Eneldo Mildred[1]
- Susann McDonald[4]
- Odette Le Dentu[1]